# Сейхан, Толга
Толга Сейхан (тур. Tolga Seyhan; 17 января 1977, Гиресун, Турция) — турецкий футболист, защитник.

## Биография

### Клубная карьера
Толга воспитанник «Дарданелспора», как футболист раскрылся поздно. До 24 лет он играл за втородивизионный клубе «Дарданелспор», где его и заметил тренер Зия Доган. Тогда он тренировал скромный, но перводивизионный «Малатьяспор». В сезоне 2002/03 Толга стал основным защитником, сыграл 33 матчах из 34 и забил в них 7 мячей. Что является хорошим результатом для центрального защитника.
В таком же духе он начал и сезон 2003/04: только в первом круге на его счету было четыре мяча (плюс ещё один в свои ворота). А затем Зия Доган получил приглашение из «Трабзонспора». Первым, кем Доган потребовал усилить состав, стал Толга. Требование тренера было удовлетворено, и с новым тренером и новым защитником футболисты из Трабзона стали вице-чемпионами Турции. Также они едва не пробились в групповой турнир Лиги чемпионов, и отсутствие Толги (в связи с травмой в матче со «Сконто»), по мнению Догана, стала одной из главных причин того, что турки не удержали добытую в Киеве победу.
Из-за той травмы Толга отсутствовал полтора месяца: он пропустил не только матчи с «Динамо», но и старт отборочного турнира к чемпионату мира 2006. Вернувшись, он снова стал основным игроком команды, вернул себе место в сборной Турции, которое доверил ему новый наставник сборной Эрсун Янал. Именно при нём Толга и закрепился в составе сборной Турции.
В начале июля 2005 года перешёл в «Шахтёр» (Донецк), за 3,75 млн долларов. Толга Сейхан стал первым турецким легионером в «Шахтёре». Договор был подписан на 3 года. В чемпионате Украины дебютировал 7 июля 2005 года в матче «Шахтёр» — «Днепр» (2:0). В сезоне 2005/06 сыграл в 16 матчах в чемпионате Украины и в 5 матчах в еврокубках.
Летом 2006 года был отдан в аренду на год в «Галатасарай», а летом 2007 года в «Трабзонспор», куда его пригласил Эрсун Янал.
В 2008 году был продан турецкому клубу «Коджаелиспор», который только вышел в турецкую Суперлигу. В январе 2009 года перешёл в «Хаджеттепе», команда по итогом сезона 2008/09 покинула высший дивизион Турции, заняв последние место в турнирной таблице.

### Карьера в сборной
В сборной Турции провёл 18 матчей и забил 2 гола. Первый в товарищеском матче с Бельгией (2:1). Второй в отборочном матче в Грузии, где Толга положил начало разгрому хозяев (5:2). Второй гол за сборную забил тоже сборной Грузии.

## Достижения
- Серебряный призёр чемпионата Турции (3): 2003/04, 2004/05, 2006/07
- Обладатель Кубка Турции: 2004/05
- Чемпион Украины: 2005/06
- Обладатель Суперкубка Украины: 2005

## Личная жизнь
Женат.